# 大谷栄治
大谷 栄治（おおたに えいじ、1950年12月 - ）は、日本の地球科学者。東北大学名誉教授。マルチアンビルセル、ダイヤモンドアンビルセルといった高圧発生装置を用いた地球内部に分布する鉱物の物性測定を専門とする。

## 人物・経歴
1969年、静岡県立静岡高等学校卒業。1973年、東北大学理学部地学科地学第二卒業。1975年、名古屋大学大学院理学研究科地球科学専攻修士課程修了、理学修士。1978年、名古屋大学大学院理学研究科地球科学専攻博士課程単位取得退学。1979年、名古屋大学理学博士。 卒業論文のテーマは「幌満岩体の岩石学」。修士論文のテーマは「高圧発生技術学」。博士論文は「FayaliteとForesteriteのmelting」。1980年、愛媛大学大学院理学研究科助手。1987年、愛媛大学大学院理学研究科助教授。1988年、東北大学大学院理学研究科助教授。1994年、東北大学大学院理学研究科教授。2008年、グローバルCOEプログラムリーダー。2010年、日本鉱物科学会会長。2011年、東北大学教育研究評議員。2015年、東北大学ディスティングイッシュトプロフェッサー。2016年、東北大学名誉教授。
日本鉱物科学会会長、GCOEリーダー等を歴任し、2010年、紫綬褒章を受章。2017年欧州地球化学協会よりユーリー・メダル受賞。
2024年、瑞宝中綬章を受章。

## 受賞・受章
- 鉱物学会賞 1997年[2]
- 米国地球物理学連合フェロー 2006年[2]
- 紫綬褒章 2010年[2]
- 欧州地球化学協会ユーリー賞 2017年[2]
- フンボルト学術賞 2017年[2]
- 日本地球惑星科学連合三宅賞 2018年[2]
- 日本地球惑星科学連合フェロー 2021年[6]
- 瑞宝中綬章 2024年[5]